# آلفرد رنیی
آلفرد رِنیی (مجاری: Rényi Alfréd، ۲۰ مارس ۱۹۲۱ – ۱ فوریهٔ ۱۹۷۰) ریاضی‌دان اهل مجارستان بود که در زمینه ترکیبیات، نظریه گراف، نظریه اعداد و به خصوص در نظریه احتمالات فعالیت داشت.